# 의정부시의 행정 구역
의정부시의 행정 구역은 15동 569통, 3,390반이다. 의정부시의 면적은 81.59 km2이며, 인구는 2012년 3월 31일을 기준으로 429,853 명이다.

## 행정 구역
| 행정동    | 한자      | 면적(km2) | 인구(명) | 행정구역 |
| --------- | --------- | --------- | -------- | -------- |
| 의정부1동 | 議政府1洞 | 1.95      | 34,476   |          |
| 의정부2동 | 議政府2洞 | 2.49      | 14,109   |          |
| 호원1동   | 虎院1洞   | 6.58      | 32,712   |          |
| 호원2동   | 虎院2洞   | 4.19      | 38,796   |          |
| 장암동    | 長岩洞    | 8.94      | 22,243   |          |
| 신곡1동   | 新谷1洞   | 2.55      | 47,537   |          |
| 신곡2동   | 新谷2洞   | 2.82      | 48,607   |          |
| 송산1동   | 松山1洞   | ?         | ?        |          |
| 송산2동   | 松山2洞   | ?         | ?        |          |
| 송산3동   | 松山3洞   | ?         | ?        |          |
| 고산동    | 高山洞    | ?         | ?        |          |
| 자금동    | 自金洞    | 11.78     | 30,117   |          |
| 가능동    | 佳陵洞    | 3.97      | 27,638   |          |
| 흥선동    | 興宣洞    | 11.29     | 21,769   |          |
| 녹양동    | 綠楊洞    | 3.83      | 23,654   |          |

| 행정동    | 법정동             | 설명 |
| --------- | ------------------ | --- |
| 의정부1동 | 의정부동(議政府洞) | 의정부시의 구시가지다. 의정부역 동쪽을 중심으로 오래전부터 생긴 상업지구며, 의정부의 유일한 재래시장인 제일시장과 중심가인 중앙로 등이 있다. 1998년에 배영초교 부근의 의정부4동과 합쳐졌다. 동 안에는 의정부교육청, 경기도교육청 제2청사 등이 있다. 의정부 중심가의 남쪽에 있는 주택단지다. 예전부터 세무서, 의정부우체국, 경기북부병무지청이 있었지만, 지금은 모두 다른 곳으로 다 이전한 상태다. |
| 의정부1동 | 가능동(佳陵洞)     | 의정부시의 구시가지다. 의정부역 동쪽을 중심으로 오래전부터 생긴 상업지구며, 의정부의 유일한 재래시장인 제일시장과 중심가인 중앙로 등이 있다. 1998년에 배영초교 부근의 의정부4동과 합쳐졌다. 동 안에는 의정부교육청, 경기도교육청 제2청사 등이 있다. 의정부 중심가의 남쪽에 있는 주택단지다. 예전부터 세무서, 의정부우체국, 경기북부병무지청이 있었지만, 지금은 모두 다른 곳으로 다 이전한 상태다. |
| 의정부2동 | 의정부동           | 의정부시의 신시가지라고 부르는 곳이다. 의정부역 서쪽에 위치하며, 1990년대 초반에 시청이 의정부1동에서 현 자리로 이전하면서 계획적으로 조성되었다. 이후에 청소년회관, 예술의전당, 정보도서관(시의회)이 시청과 나란히 생겼으며, 의정부3동에 있었던 의정부세무서도 시청 옆으로 이전해 왔다. |
| 의정부2동 | 가능동             | 의정부시의 신시가지라고 부르는 곳이다. 의정부역 서쪽에 위치하며, 1990년대 초반에 시청이 의정부1동에서 현 자리로 이전하면서 계획적으로 조성되었다. 이후에 청소년회관, 예술의전당, 정보도서관(시의회)이 시청과 나란히 생겼으며, 의정부3동에 있었던 의정부세무서도 시청 옆으로 이전해 왔다. |
| 호원1동   | 호원동(虎院洞)     | 호원동 중에서 경원선 철도 동쪽에 있는 지역이다.(신도4,5차,우남,한승A는 호원2동) 동 중앙에 3번국도(평화로)가 관통하며, 서울방향의 시내버스가 많다. 망월사 부근은 도봉산과 사패산의 중간에 위치한 코스라, 주말마다 등산객들이 많이 붐비며, 의정부 출신인 산악인 엄홍길전시관도 이곳에 있다. 또 망월사 입구에는 신한대학교가 자리하고 있다. |
| 호원2동   | 호원동(虎院洞)     | 호원동 중에서 경원선 철도의 서쪽 지역이다. 지역 중에서 범골(호동초교부근)은 1990년대 후반에 재개발이 된 곳이며, 이후에 회룡역 서쪽을 중심으로 개발이 계속되고 있어, 어린이도서관과 호원2동사무소가 새로 짓기도 했다. 또한 최근 새로 자리한 경기북부병무지청이 이 곳에 위치해있다. |
| 장암동    | 장암동(長岩洞)     | 의정부시의 동남쪽에 있는 곳이며, 북쪽에는 아파트단지가, 남쪽에는 화훼단지가 있다. 장암주공1, 2단지 옆에 있는 동막골이 예전부터 있었던 동네이며, 최근에는 많이 바뀐 모습을 보이고 있다. 서울 지하철 7호선 도봉차량기지가 위치해있으며, 기지 안에 있는 장암역은 수락산 등반객들이 주로 이용한다. 롯데마트 장암점과 의정부시 스포츠센터가 있으며 차량기지 맞은편으로 롯데건설에서 복합리조트인 '아일랜드 캐슬'을 짓고 있다. |
| 신곡1동   | 신곡동(新谷洞)     | 의정부가 시로 되면서 장암동과 합쳐 장곡동으로 불리다 1994년에 옛 신곡리 지역에 아파트단지가 생기면서 신곡동으로 분리되었고, 95년에 다시 북쪽의 신곡2동과 분리되어 지금에 이르고 있다. 신곡2동에 비해 아파트가 아닌 일반 주택단지들이 많으며, 현재 재개발을 앞두고 있다. 98~99년경에 청룡부락 남쪽과 장암동 사이에 대규모 아파트단지인 '장암신곡지구'가 조성되어 인근 청룡마을과 의정부초교 부근과 대조적인 모습을 보이고 있다. |
| 신곡2동   | 신곡동(新谷洞)     | 신곡2동은 중랑천과 부용천이 각각 동의 서쪽과 북쪽 경계를 이루는 곳에 위치한다. 현재 행정동 중에서 인구가 가장 많은 동네다. (약 50,000명) 43번국도(금신로)를 중심으로 서쪽은 의정부에서 가장 먼저 택지개발지구가 조성된 곳이며, 동쪽은 2002년 경기도제2청사가 이전함에 따라 같이 조성된 단지로 의정부에서 내로라하는 아파트단지들이 모여있는 곳이다. 일반주택단지 중에서는 '새마을'이 있으며, 이미 부분적으로 재개발이 완료된 상황이다. 경기도제2청사를 비롯하여 의정부우체국신청사, 의정부과학도서관 등이 이곳에 있다.                          |
| 송산1동   | 용현동(龍峴洞)     | 퇴계원, 구리방향으로 향하는 43번 국도변에 위치해 있다. 법정동인 용현동을 관할하고 있다. 퇴계원으로 가는 길목에 있어 예로부터 마을이 위치해 있었다. 용현동 지역에 주거지역이 몰려있다, 민락지구가 생기면서 배후지역에 해당하는 용현동에 산업단지가 조성되었다. |
| 송산2동   | 민락동(民樂洞)     | 용현동 지역보다 안쪽에 위치해 있으며, 법정동인 민락동을 관할하고 있다. 원래 다섯개의 법정동이 전부 행정동인 송산동 관할이었지만, 2001년에 민락지구가 생기면서 부용천을 기준으로 분동되었다. 민락동지역에는 대규모 아파트단지가 위치해 있다. |
| 송산3동   | 낙양동(洛陽洞)     | 용현동 지역보다 안쪽에 위치해 있으며, 법정동인 낙양동을 관할하고 있다. 원래 다섯개의 법정동이 전부 행정동인 송산동 관할이었지만, 2001년에 민락지구가 생기면서 부용천을 기준으로 분동되었다. 낙양동 지역에도 민락2지구가 들어설 예정이다. |
| 송산3동   | 민락동             | 용현동 지역보다 안쪽에 위치해 있으며, 법정동인 낙양동을 관할하고 있다. 원래 다섯개의 법정동이 전부 행정동인 송산동 관할이었지만, 2001년에 민락지구가 생기면서 부용천을 기준으로 분동되었다. 낙양동 지역에도 민락2지구가 들어설 예정이다. |
| 고산동    | 고산동(高山洞)     | 퇴계원, 구리 방향으로 향하는 43번 국도변에 위치해 있다. 법정동인 고산동, 산곡동을 관할하고 있다. 퇴계원으로 가는 길목에 있어 예로부터 마을이 위치해 있었다. 고산동, 산곡동 지역은 주로 농가가 많다. 이 곳에 306보충대가 있다. 향후 고산, 산곡동에 있는 미군기지에 광운대 캠퍼스가 이전해 올 예정이다. |
| 고산동    | 산곡동(山谷洞)     | 퇴계원, 구리 방향으로 향하는 43번 국도변에 위치해 있다. 법정동인 고산동, 산곡동을 관할하고 있다. 퇴계원으로 가는 길목에 있어 예로부터 마을이 위치해 있었다. 고산동, 산곡동 지역은 주로 농가가 많다. 이 곳에 306보충대가 있다. 향후 고산, 산곡동에 있는 미군기지에 광운대 캠퍼스가 이전해 올 예정이다. |
| 자금동    | 자일동(自逸洞)     | 의정부시의 동북쪽에 위치해 있으며, 법정동인 자일동과 금오동을 관할하고 있다. 자금동과 금오동의 앞글자를 따 자금동이라 명명되었다. 동의 한가운데에 자리한 미군기지 때문에 그동안 낙후되었지만, 43번국도 남쪽에 경기도2청사의 배후 아파트단지가 조성되어 그나마 정돈된 모습을 보이고 있다. 자금동에 있는 미군기지에는 경기북부행정타운이 조성되어, 가능동에 있는 법원, 검찰청, 경기도경찰청 2청사, 교육청 2청사 등이 이전해 올 예정이다. 의정부시외버스터미널(신터미널), 홈플러스 의정부점, 가톨릭대학교 의정부성모병원 등이 이 곳에 위치해 있다. |
| 자금동    | 금오동(金梧洞)     | 의정부시의 동북쪽에 위치해 있으며, 법정동인 자일동과 금오동을 관할하고 있다. 자금동과 금오동의 앞글자를 따 자금동이라 명명되었다. 동의 한가운데에 자리한 미군기지 때문에 그동안 낙후되었지만, 43번국도 남쪽에 경기도2청사의 배후 아파트단지가 조성되어 그나마 정돈된 모습을 보이고 있다. 자금동에 있는 미군기지에는 경기북부행정타운이 조성되어, 가능동에 있는 법원, 검찰청, 경기도경찰청 2청사, 교육청 2청사 등이 이전해 올 예정이다. 의정부시외버스터미널(신터미널), 홈플러스 의정부점, 가톨릭대학교 의정부성모병원 등이 이 곳에 위치해 있다. |
| 자금동    | 녹양동(綠楊洞)     | 의정부시의 동북쪽에 위치해 있으며, 법정동인 자일동과 금오동을 관할하고 있다. 자금동과 금오동의 앞글자를 따 자금동이라 명명되었다. 동의 한가운데에 자리한 미군기지 때문에 그동안 낙후되었지만, 43번국도 남쪽에 경기도2청사의 배후 아파트단지가 조성되어 그나마 정돈된 모습을 보이고 있다. 자금동에 있는 미군기지에는 경기북부행정타운이 조성되어, 가능동에 있는 법원, 검찰청, 경기도경찰청 2청사, 교육청 2청사 등이 이전해 올 예정이다. 의정부시외버스터미널(신터미널), 홈플러스 의정부점, 가톨릭대학교 의정부성모병원 등이 이 곳에 위치해 있다. |
| 가능동    | 가능동             | 가능동 지역중에서 가장 넓은 곳을 차지하고 있으며, 동의 대부분이 다세대, 연립주택이다. 의정부지방법원, 검찰청이 이곳에 있으며, 의정부중학교, 의정부고등학교, 의정부여자고등학교, 의정부여자중학교, 의정부공업고등학교 등 역사가 긴 학교들이 몰려있다. |
| 가능동    | 의정부동           | 가능동 지역중에서 가장 넓은 곳을 차지하고 있으며, 동의 대부분이 다세대, 연립주택이다. 의정부지방법원, 검찰청이 이곳에 있으며, 의정부중학교, 의정부고등학교, 의정부여자고등학교, 의정부여자중학교, 의정부공업고등학교 등 역사가 긴 학교들이 몰려있다. |
| 흥선동    | 가능동             | 의정부시 관할 행정동 중에서 가장 작은 면적을 차지하고 있으며, 다른 가능동 지역과 비슷하지만, 의정부2동의 신시가지와 붙어 있어 점이된 모습을 보이고 있다. 의정부서초등학교, 다온중학교가 이 곳에 있다. 의정부시에서 가장 서쪽에 위치해 있으며, 39번국도를 따라 양주시 장흥면(송추)과 맞닿아 있다. 서부순환로의 완전개통에 따라 교통이 매우 편리해졌다. 동 안에는 경민대학이 위치해 있다. |
| 흥선동    | 의정부동           | 의정부시 관할 행정동 중에서 가장 작은 면적을 차지하고 있으며, 다른 가능동 지역과 비슷하지만, 의정부2동의 신시가지와 붙어 있어 점이된 모습을 보이고 있다. 의정부서초등학교, 다온중학교가 이 곳에 있다. 의정부시에서 가장 서쪽에 위치해 있으며, 39번국도를 따라 양주시 장흥면(송추)과 맞닿아 있다. 서부순환로의 완전개통에 따라 교통이 매우 편리해졌다. 동 안에는 경민대학이 위치해 있다. |
| 녹양동    | 녹양동             | 의정부시의 북쪽에 자리해 있다. 경원선 전철 녹양역이 생기면서 전철통근권에 속해졌다. 그 영향인지 비교적 개발이 활발한 모습을 보이고 있다. 의정부종합운동장, 빙상경기장 등 체육시설이 녹양동에 몰려 있으며, 경기북과학고등학교도 이곳에 있다. |